# Instytut Romanistyki Uniwersytetu Łódzkiego
Instytut Romanistyki Uniwersytetu Łódzkiego (skr. IR UŁ) – instytut Uniwersytetu Łódzkiego na Wydziale Filologicznym. Jednostka naukowo-dydaktyczna kształcąca studentów na kierunku filologia w trybie dziennym. Dyrektorką Instytutu jest dr hab. Agnieszka Woch.

## Historia
Historia Instytut Romanistyki Uniwersytetu Łódzkiego (IR UŁ) sięga 1 października 1945 roku, kiedy to na bazie Studium Języka i Literatury Francuskiej powstał zakład, którego pierwszym kierownikiem był prof. Bolesław Kielski.
W latach 1945/1946 rozpoczęto studia z udziałem 14 studentów, a w 1950 roku 12 osób otrzymało tytuł magistra filologii romańskiej. W 1951 roku, z powodu warunków politycznych, zawieszono działalność uniwersyteckich kierunków neofilologicznych. Profesor Kielski pozostał kierownikiem Zakładu do przejścia na emeryturę w 1960 roku. W latach 1971/1972 wznowiono rekrutację na kierunku filologia romańska, a w 1973 roku Zakład stał się samodzielną jednostką administracyjną.
W 1991 roku zmieniła się siedziba Katedry, która do października 2014 roku mieściła się przy ul. Sienkiewicza 21 w Łodzi.
W roku 2011 w Katedrze Filologii Romańskiej uruchomione zostały italianistyczne studia licencjackie, a od 2014 studia magisterskie.
Z dniem 1 października 2016 roku, Katedra Filologii Romańskiej została przekształcona w kierunkowy Instytut Romanistyki (IR UŁ), który skupia pięć zakładów.

## Struktura
- Zakład Italianistyki, kierownik – dr hab. Artur Gałkowski.
- Zakład Językoznawstwa Romańskiego, kierownik – dr hab. Agnieszka Woch
- Zakład Językoznawstwa Stosowanego i Dydaktyki Języków Romańskich, kierownik – prof. dr hab. Mieczysław Gajos
- Zakład Literaturoznawstwa Romańskiego, kierownik – dr hab. Anita Staroń
- Zakład Traduktologii Języków Romańskich, kierownik – dr hab. Magdalena Szeflińska-Baran

## Kierunki studiów
Główne kierunki studiów w Instytucie Romanistyki UŁ to:
- filologia romańska, studia stacjonarne I stopnia,
- filologia romańska, studia stacjonarne II stopnia,
- filologia włoska, studia stacjonarne I stopnia,
- filologia włoska, studia stacjonarne II stopnia.

Studia II stopnia umożliwiają zdobycie uprawnień do nauczania w szkołach, po ukończeniu specjalności nauczycielskiej.

## Czasopisma naukowe
- Acta Universitatis Lodziensis. Folia Litteraria Romanica[8]
- e-Scripta Romanica[9]